# Куц Віталій Володимирович
Віта́лій Володи́мирович Ку́ц (* 1976, смт Компаніївка, Кіровоградська область) — прапорщик Збройних сил України, учасник російсько-української війни.

## З життєпису
Захищав Донецький аеропорт з червня по листопад 2014 р. Зазнав трьох поранень. Вижив.

## Нагороди
6 жовтня 2014 року — за особисту мужність і героїзм, виявлені у захисті державного суверенітету та територіальної цілісності України, вірність військовій присязі під час російсько-української війни, відзначений — нагороджений орденом «За мужність» III ступеня.